# Per Ersson
Per Ersson (i riksdagen kallad Ersson i Västlandaholm), född 9 januari 1837 i Ramsbergs församling, Örebro län, död 18 april 1909 i Västra Skedvi församling, Västmanlands län, var en svensk godsägare och politiker, ledamot av riksdagens andra kammare.

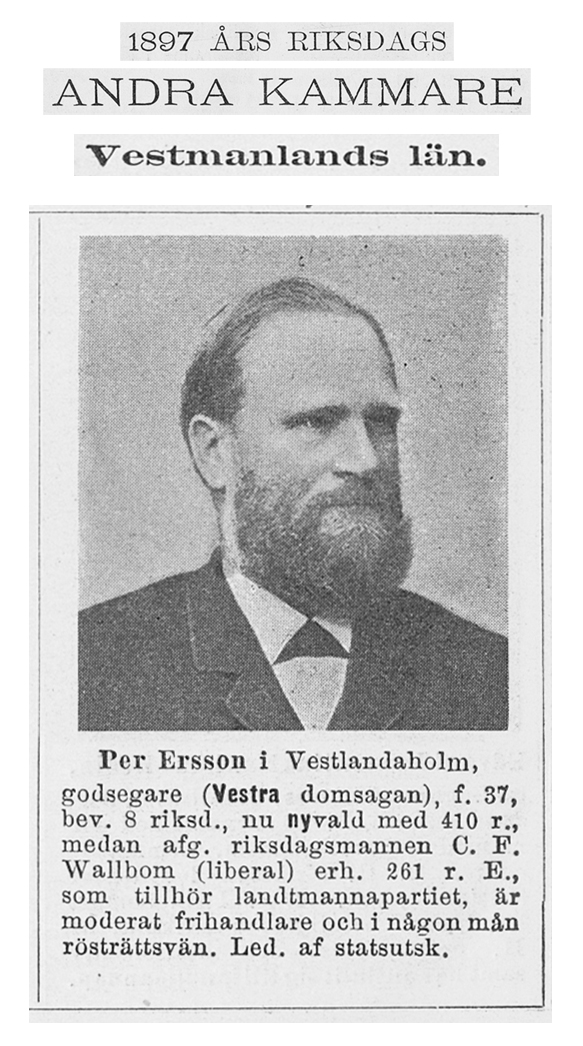
1897 års Riksdags andra kammaren